# Gunsmoke
Pour l’article homonyme, voir Gun.Smoke.
Gunsmoke ou Police des plaines (Gunsmoke) est une série télévisée américaine en 233 épisodes de 26 minutes (1955-1961) et 402 épisodes de 52 minutes (1961-1975), en noir et blanc puis en couleurs, créée par John Meston et diffusée entre le 10 septembre 1955 et le 31 mars 1975 sur le réseau CBS, ce qui en fait la plus longue série télévisée western de l'histoire.
Au Québec, la série (Le Justicier) était diffusée en 1964 sur Télé-Métropole et ses affiliés ; en France, à partir du 8 mars 1975 sur TF1.

## Synopsis
Cette série met en scène les aventures du marshal Matt Dillon à Dodge City dans le Kansas, après la guerre de Sécession.

## Distribution
- James Arness (VF : André Valmy) : Marshal Matt Dillon
- Dennis Weaver : Chester Goode (1955-1964)
- Milburn Stone : Dr Galen « Doc » Adams
- Amanda Blake : Kitty Russell (1955-1974)
- Burt Reynolds : Quint Asper (1962-1965)
- Ken Curtis : Festus Haggen (1964-1975)
- Roger Ewing : Thad Greenwood (1965-1967)
- Buck Taylor : Newly O'Brien (1967-1975)

## Acteurs invités

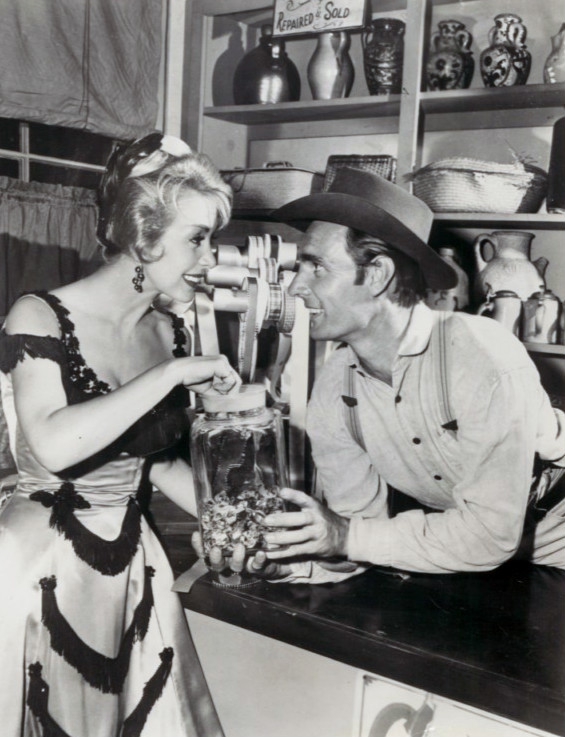
Dennis Weaver avec Susan Cummings en 1960.

- Claude Akins
- Florenz Ames
- Richard Anderson
- Charles Bronson
- William Bryant
- Tim Considine
- Pat Conway
- Jim Davis
- DeForest Kelley
- Bruce Dern
- Harrison Ford
- Jody Foster
- Virginia Gregg
- Robert Hogan
- Ben Johnson
- L.Q. Jones
- Jack Kelly
- Douglas Kennedy
- George Kennedy
- Joseph Kearns
- June Lockhart
- Robert Loggia
- Ross Martin
- Leonard Nimoy
- Barney Phillips
- Dick Sargent
- Sarah Selby
- Aaron Spelling
- Tom Skerritt
- Dub Taylor
- Lee Van Cleef
- Robert Vaughn
- Jon Voight
- William Windom
- Susan Cummings

## Épisodes
- Les saisons 1 à 6, soit de septembre 1955 à juin 1961, sont d'une durée de 26 minutes. Toutes les saisons suivantes sont d'une durée de 52 minutes.
- La série est tournée en couleurs à partir de la douzième saison, soit septembre 1966.

### Première saison (1955-1956)
1. Matt, Il Obtient (Matt Gets It)
2. Hot Spell
3. Parole d'honneur (Word of Honor)
4. Accueil Chirurgie (Home Surgery)
5. Obie Tater (Obie Tater)
6. Nuit des incidents (Night Incident)
7. Enfumage les Nolans (Smoking Out the Nolans)
8. Récompense de Kite (Kite's Reward)
9. Le Chasseur (The Hunter)
10. La file d'attente (The Queue)
11. Persil général Smith (General Parcley Smith)
12. Magnus (Magnus)
13. Reed Survives
14. Professeur Lute os (Professor Lute Bone)
15. Aucunes Menottes (No Handcuffs)
16. Récompense pour Matt (Reward for Matt)
17. Robin Des Bois (Robin Hood)
18. Yorky (Yorky)
19. 20-20
20. Reunion '78
21. Aide (Helping Hand)
22. Appuyez sur Jour pour Kitty ( Tap Day for Kitty)
23. Indian Scout
24. La lutte antiparasitaire Trou (The Pest Hole)
25. The Big Broad
26. Hack Prine (Hack Prine)
27. Cooter (Cooter)
28. Le Tueur (The Killer)
29. La vengeance de Doc (Doc's Revenge)
30. Le Prédicateur (The Preacher)
31. Comment mourir pour rien (How to Die for Nothing)
32. Néerlandais George (Dutch George)
33. Prairie Heureux (Prairie Happy)
34. Chester's Mail Order Bride
35. La Guitare (The Guitar)
36. Cara (Cara)
37. M. et Mme Ambre (Mr. and Mrs. Amber)
38. Tombe anonyme (Unmarked Grave)
39. Alarme à Pleasant Valley (Alarm at Pleasant Valley)

### Deuxième saison (1956-1957)
1. Cow Doctor
2. Brush at Elkader
3. Custer
4. The Round Up
5. Young Man with a Gun
6. Indian White
7. How to Cure a Friend
8. Legal Revenge
9. The Mistake
10. Greater Love
11. No Indians
12. Spring Term
13. Poor Pearl
14. Cholera
15. Pucket's New Year
16. The Cover Up
17. Sins of the Father
18. Kick Me
19. Executioner
20. Gone Straight
21. Bloody Hands
22. Skid Row
23. Sweet and Sour
24. Cain
25. Bureaucrat
26. Last Fling
27. Chester's Murder
28. The Photographer
29. Wrong Man
30. Big Girl Lost
31. What the Whiskey Drummer Heard
32. Cheap Labor
33. Moon
34. Who Lives by the Sword
35. Uncle Oliver
36. Daddy-O
37. The Man Who Would Be Marshal
38. Liar from Blackhawk
39. Jealousy

### Troisième saison (1957-1958)
1. Crack-Up
2. Gun for Chester
3. Blood Money
4. Kitty's Outlaw
5. Potato Road
6. Jesse
7. Mavis McCloud
8. Born to Hang
9. Romeo
10. Never Pester Chester
11. Fingered
12. How to Kill a Woman
13. Cows and Cribs
14. Doc's Reward
15. Kitty Lost
16. Twelfth Night
17. Joe Phy
18. Buffalo Man
19. Kitty Caught
20. Claustrophobia
21. Ma Tennis
22. Sunday Supplement
23. Wild West
24. The Cabin
25. Dirt
26. Dooley Surrenders
27. Joke's on Us
28. Bottleman
29. Laughing Gas
30. Texas Cowboys
31. Amy's Good Deed
32. Hanging Man
33. Innocent broad
34. The Big Con
35. Widow's Mite
36. Chester's Hanging
37. Carmen
38. Overland Express
39. The Gentleman

### Quatrième saison (1958-1959)
1. Matt for Murder
2. The Patsy
3. Gunsmuggler
4. Monopoly
5. Letter of the Law
6. Thoroughbreds
7. Stage Hold-Up
8. Lost Rifle
9. Land Deal
10. Lynching Man
11. How to Kill a Friend
12. Grass
13. The Cast
14. Robber Bridegroom
15. Snakebite
16. Gypsum Hills Feud
17. Young Love
18. Marshal Proudfoot
19. Passive Resistance
20. Love of a Good Woman
21. Jayhawkers
22. Kitty's Rebellion
23. Sky
24. Doc Quits
25. The Bear
26. The Coward
27. The F.U.
28. Wind
29. Fawn
30. Renegade White
31. Murder Warrant
32. Change of Heart
33. Buffalo Hunter
34. The Choice
35. There Never Was a Horse
36. Print Asper
37. The Constable
38. Blue Horse
39. Cheyennes

### Cinquième saison (1959-1960)
1. Target
2. Kitty's Injury
3. Horse Deal
4. Johnny Red
5. Kangaroo
6. Tail to the Wind
7. Annie Oakley
8. Saludos
9. Brother Whelp
10. The Boots
11. Odd Man Out
12. Miguel's Daughter
13. Box o' Rocks
14. False Witness
15. Tag, You're It
16. Thick 'n' Thin
17. Groat's Grudge
18. Big Tom
19. Till Death Do Us
20. The Tragedian
21. Hinka Do
22. Doc Judge
23. Moo Moo Raid
24. Kitty's Killing
25. Jailbait Janet
26. Unwanted Deputy
27. Where'd They Go
28. Crowbait Bob
29. Colleen So Green
30. The Ex-Urbanites
31. I Thee Wed
32. The Lady Killer
33. Gentleman's Disagreement
34. Speak Me Fair
35. Belle's Back
36. The Bobsy Twins
37. Old Flame
38. The Deserter
39. Cherry Red

### Sixième saison (1960-1961)
1. Friend's Pay-Off
2. The Blacksmith
3. Small Water
4. Say Uncle
5. Shooting Stopover
6. The Peace Officer
7. Don Matteo
8. The Worm
9. The Badge
10. Distant Drummer
11. Ben Tolliver's Stud
12. No Chip
13. The Wake
14. The Cook
15. Old Fool
16. Brother Love
17. Bad Sheriff
18. Unloaded Gun
19. Tall Trapper
20. Love Thy Neighbor
21. Bad Seed
22. Kitty Shot
23. About Chester
24. Harriet
25. Potshot
26. Old Faces
27. Big Man
28. Little Girl
29. Stolen Horses
30. Minnie
31. Bless Me Till I Die
32. Long Hours, Short Pay
33. Hard Virtue
34. The Imposter
35. Chester's Dilemma
36. The Love of Money
37. Melinda Miles
38. Colorado Sheriff

### Septième saison (1961-1962)
1. Perce
2. Old Yellow Boots
3. Miss Kitty
4. Harper's Blood
5. All That
6. Long, Long Trail
7. The Squaw
8. Chesterland
9. Milly
10. Indian Ford
11. Apprentice Doc
12. Nina's Revenge
13. Marry Me
14. A Man a Day
15. The Do-Badder
16. Lacey
17. Cody's Code
18. Old Dan
19. Catawomper
20. Half Straight
21. He Learned About Women
22. The Gallows
23. Reprisal
24. Coventry
25. The Widow
26. Durham Bull
27. Wagon Girls
28. The Dealer
29. The Summons
30. The Dreamers
31. Cale
32. Chester's Indian
33. The Prisoner
34. The Boys

### Huitième saison (1962-1963)
1. The Search
2. Call Me Dodie
3. Quint Asper Comes Home
4. Root Down
5. Jenny
6. Collie's Free
7. The Ditch
8. The Trappers
9. Phoebe Strunk
10. The Hunger
11. Abe Blocker
12. The Way It Is
13. Us Haggens
14. Uncle Sunday
15. False Front
16. Old Comrade
17. Louis Pheeters
18. The Renegades
19. Cotter's Girl
20. The Bad One
21. The Cousin
22. Shona
23. Ash
24. Blind Man's Bluff
25. Quint's Indian
26. Anybody Can Kill a Marshal
27. Two of a Kind
28. I Call Him Wonder
29. With a Smile
30. The Far Places
31. Panacea Sykes
32. Tell Chester
33. Quint-Cident
34. Old York
35. Daddy Went Away
36. The Odyssey of Jubal Tanner
37. Jeb
38. The Quest for Asa Janin

### Neuvième saison (1963-1964)
1. Kate Heller
2. Lover Boy
3. Legends Don't Sleep
4. Tobe
5. Easy Come
6. My Sister's Keeper
7. Quint's Trail
8. Carter Caper
9. Ex-Con
10. Extradition - Part 1
11. Extradition - Part 2
12. The Magician
13. Pa Hack's Brood
14. The Glory and the Mud
15. Dry Well
16. Prairie Wolfer
17. Friend
18. Once a Haggen
19. No Hands
20. May Blossom
21. The Bassops
22. The Kite
23. Comanches Is Soft
24. Father's Love
25. Now That April's Here
26. Caleb
27. Owney Tupper Had a Daughter
28. Bently
29. Kitty Cornered
30. The Promoter
31. Trip West
32. Scot Free
33. The Warden
34. Homecoming
35. The Other Half
36. Journey for Three

### Dixième saison (1964-1965)
1. Blue Heaven
2. Crooked Mile
3. Old Man
4. The Violators
5. Doctor's Wife
6. Take Her, She's Cheap
7. Help Me Kitty
8. Hung High
9. Jonah Hutchinson
10. Big Man, Big Target
11. Chicken
12. Innocence
13. Aunt Thede
14. Hammerhead
15. Double Entry
16. Run, Sheep, Run
17. Deputy Festus
18. One Killer on Ice
19. Chief Joseph
20. Circus Trick
21. Song for Dying
22. Winner Take All
23. Eliab's Aim
24. Thursday's Child
25. Breckinridge
26. Bank Baby
27. The Lady
28. Dry Road to Nowhere
29. Twenty Miles from Dodge
30. The Pariah
31. Gilt Guilt
32. Bad Lady from Brookline
33. Two Tall Men
34. Honey Pot
35. The New Society
36. He Who Steals

### Onzième saison (1965-1966)
1. Seven Hours to Dawn
2. The Storm
3. Clayton Thaddeus Greenwood
4. Ten Little Indians
5. Taps for Old Jeb
6. Kioga
7. The Bounty Hunter
8. The Reward
9. Malachi
10. The Pretender
11. South Wind
12. The Hostage
13. Outlaw's Woman
14. The Avengers
15. Gold Mine
16. Death Watch
17. Sweet Billy, Singer of Songs
18. The Raid - Part 1
19. The Raid - Part 2
20. Killer at Large
21. My Father's Guitar
22. Wishbone
23. Sanctuary
24. Honor Before Justice
25. The Brothers
26. Which Dr.
27. Harvest
28. By Line
29. Treasure of John Walking Fox
30. My Father, My Son
31. Parson Comes to Town
32. Prime of Life

### Douzième saison (1966-1967)
1. Snap Decision
2. The Goldtakers
3. The Jailer
4. The Mission
5. The Good People
6. Gunfighter, R.I.P.
7. The Wrong Man
8. The Whispering Tree
9. The Well
10. Stage Stop
11. The Newcomers
12. Quaker Girl
13. The Moonstone
14. Champion of the World
15. The Hanging
16. Saturday Night
17. Mad Dog
18. Muley
19. Mail Drop
20. Old Friend
21. Fandango
22. The Returning
23. The Lure
24. Noose of Gold
25. The Favor
26. Mistaken Identity
27. Ladies from St. Louis
28. Nitro ! - Part 1
29. Nitro ! - Part 2

### Treizième saison (1967-1968)
1. The Wreckers
2. Cattle Barons
3. The Prodigal
4. Vengeance - Part 1
5. Vengeance - Part 2
6. A Hat
7. Hard Luck Henry
8. Major Glory
9. The Pillagers
10. Prairie Wolfer
11. Stranger in Town
12. Death Train
13. Rope Fever
14. Wonder
15. Baker's Dozen
16. The Victim
17. Deadman's Law
18. Nowhere to Run
19. Blood Money
20. Hill Girl
21. The Gunrunners
22. The Jackals
23. The First People
24. Mr. Sam'l
25. A Noose for Dobie Price

### Quatorzième saison (1968-1969)
1. Lyle's Kid
2. The Hide Cutters
3. Zavala
4. Uncle Finney
5. Slocum
6. O'Quillian
7. 9:12 to Dodge
8. Abelia
9. Railroad!
10. The Miracle Man
11. Waco
12. Lobo
13. Johnny Cross
14. The Money Store
15. The Twisted Heritage
16. Time of the Jackals
17. Mannon
18. Gold Town
19. The Mark of Cain
20. Reprisal
21. The Long Night
22. The Night Riders
23. The Intruder
24. The Good Samaritans
25. The Prisoner
26. Exodus (Exodus 21.22)

### Quinzième saison (1969-1970)
1. The Devil's Outpost
2. Stryker
3. Coreyville
4. Danny
5. Hawk
6. A Man Called Smith
7. Charlie Noon
8. The Still
9. A Matter of Honor
10. The Innocent
11. Ring of Darkness
12. MacGraw
13. Roots of Fear
14. The Sisters
15. The War Priest
16. The Pack Rat
17. The Judas Gun
18. Doctor Herman Schultz, M.D.
19. The Badge
20. Albert
21. Kiowa
22. Celia
23. Morgan
24. The Thieves
25. Hackett
26. The Cage

### Seizième saison (1970-1971)
1. Chato
2. The Noose
3. Stark
4. Sam McTavish, M.D.
5. Gentry's Law
6. Snow Train - Part 1
7. Snow Train - Part 2
8. Luke
9. The Gun
10. The Scavengers
11. The Witness
12. McCabe
13. The Noonday Devil
14. Sergeant Holly
15. Jenny
16. Captain Sligo
17. Mirage
18. The Tycoon
19. Jaekel
20. Murdoch
21. Cleavus
22. Lavery
23. Pike - Part 1
24. Pike - Part 2

### Dix-septième saison (1971-1972)
1. The Lost
2. Phoenix
3. Waste - Part 1
4. Waste - Part 2
5. New Doctor in Town
6. The Legend
7. Trafton
8. Lynott
9. Lijah
10. My Brother's Keeper
11. Drago
12. Gold Train: The Bullet - Part 1
13. Gold Train: The Bullet - Part 2
14. Gold Train: The Bullet - Part 3
15. P.S. Murry Christmas
16. No Tomorrow
17. Hidalgo
18. Tara
19. One for the Road
20. The Predators
21. Yankton
22. Blind Man's Buff
23. Alias Festus Haggin
24. The Wedding

### Dix-huitième saison (1972-1973)
1. The River - Part 1
2. The River - Part 2
3. Bohannan
4. The Judgement
5. The Drummer
6. Sarah
7. The Fugitives
8. Eleven Dollars
9. Milligan
10. Tatum
11. The Sodbusters
12. The Brothers
13. Hostage!
14. Jubilee
15. Arizona Midnight
16. Homecoming
17. Shadler
18. Patricia
19. A Quiet Day in Dodge
20. Whelan's Men
21. Kimbro
22. Jesse
23. Talbot
24. This Golden Land

### Dix-neuvième saison (1973-1974)
1. Women for Sale - Part 1
2. Women for Sale - Part 2
3. Matt's Love Story
4. The Boy and the Sinner
5. The Widow-Maker
6. Kitty's Love Affair
7. The Widow and the Rogue
8. A Game of Death...An Act of Love - Part 1
9. A Game of Death...An Act of Love - Part 2
10. Lynch Town
11. The Hanging of Newly O'Brien
12. Susan Was Evil
13. The Deadly Innocent
14. The Child Between
15. A Family of Killers
16. Like Old Times
17. The Town Tamers
18. The Foundling
19. The Iron Blood of Courage
20. The Schoolmarm
21. Trail of Bloodshed
22. Cowtown Hustler
23. To Ride a Yeller Horse
24. The Disciple

### Vingtième saison (1974-1975)
1. Matt Dillon Must Die
2. A Town in Chains
3. The Guns of Cibola Blanca - Part 1
4. The Guns of Cibola Blanca - Part 2
5. Thirty a Month and Found
6. The Wiving
7. The Iron Men
8. The Fourth Victim
9. The Tarnished Badge
10. In Performance of Duty
11. Island in the Desert - Part 1
12. Island in the Desert - Part 2
13. The Colonel
14. The Squaw
15. The Hiders
16. Larkin
17. The Fires of Ignorance
18. The Angry Land
19. Brides and Grooms
20. Hard Labor
21. I Have Promises to Keep
22. The Busters
23. Manolo
24. The Sharecroppers

### Téléfilms
- La vengeance du forçat (Gunsmoke : Return to Dodge) 1987
- Gunsmoke : le dernier apache (Gunsmoke : The Last Apache) - 1990
- Gunsmoke : le colt ou la corde (Gunsmoke : To the Last Man) - 1992
- Gunsmoke : la longue chevauchée (Gunsmoke : The Long Ride) - 1993
- Gunsmoke : Justice sera rendue (Gunsmoke : One Man's Justice) - 1994

## Commentaires
Avant d'être adapté en série télévisée, Gunsmoke était un feuilleton radiophonique, diffusé pour la première fois le 26 avril 1952 sur les ondes de CBS. Ce programme avait beaucoup de succès et certains n'apprécièrent pas son adaptation télévisuelle, lui reprochant, entre autres, d'être « moins réaliste qu'à la radio ».
C'est William Conrad qui devait interpréter le rôle de Matt Dillon, tout comme à la radio, mais les producteurs décidèrent que son excès de poids n'était pas très photogénique… Un second choix se porta sur Raymond Burr, qui fut également évincé, pour les mêmes raisons. On dit que le rôle fut ensuite proposé à John Wayne, qui déclina l'offre mais proposa James Arness, le frère aîné de Peter Graves (Mission impossible).
Quentin Tarantino doit son prénom au personnage de Quint Asper interprété par Burt Reynolds dans la série.
Gunsmoke a détenu le record de durée d'un feuilleton télévisé scripté (avec 635 épisodes diffusés sur vingt saisons) jusqu'au 29 avril 2018. C'est à présent la série Les Simpson qui détient le record.

## Récompenses
- Emmy Award 1959 : meilleur acteur dans un second rôle pour Dennis Weaver
- Emmy Award 1968 : meilleur acteur dans un second rôle pour Milburn Stone

## Adaptation
En 1956, soit un an avant que la série soit le programme le plus populaire de la télévision américaine, la maison d'édition Dell Comics commence à publier une adaptation en bande dessinée au format comic book.
La série est également adaptée au Royaume-Uni en un comic strip de Harry Bishop publié dans The Daily Express sous le titre Gun Law. Cette version a fait l'objet de plusieurs traductions françaises sous le titre Shériff Matt Dillon ou Matt le Shériff. Elle est parue sous ce dernier titre dans Le Journal de Mickey.